# 帕爾格雷夫·麥米倫
帕爾格雷夫·麥米倫（英語：Palgrave Macmillan）是一個國際學術期刊和行業出版公司，其主要出版書籍包括有教科書、期刊、專著、專書及參考文獻，並且提供有印刷刊物和網際網路等通路。

## 延伸閱讀
The Palgrave Family History （页面存档备份，存于）

## 外部連結
- Official website （页面存档备份，存于）
- Macmillan Group （页面存档备份，存于）